# Кирчо войвода
Кирчо войвода е български хайдутин от XIX век.

## Биография
Роден е в Струмишко между 1825 и 1828 година. Става хайдутин и действа с чета в планините Беласица, Огражден и Круша около 1850 – 1860 година.